# پولیارنی
شهر پولیارنی (به روسی: Полярный) در کشور روسیه و در اوبلاست مورمانسک واقع شده‌است.